# Заборье (Виноградовский район)
Заборье — деревня в Виноградовском районе Архангельской области. Входит в состав Виноградовского муниципального округа.

## География
Шидрово стоит на правом берегу реки Вага (приток Северной Двины). Напротив Заборья, на левом берегу Ваги, находится село Усть-Вага.

## История
С 2004 года по 2021 год деревня Заборье входила в состав МО «Шидровское».

## Население
| 2002 | 2010 | 2012 |
| ---- | ---- | ---- |
| 97   | ↘52  | ↘45  |

Население деревни Заборье, по данным Всероссийской переписи населения 2010 года, составляет 52 человека. В 2009 году числилось 63 человека. В 1920 году в селе Орловское Шидрово-Орловского сельского общества Устьважской волости было 335 человек. В 1888 году в деревнях Закемовской и Орловской Усть-Важского прихода было 249 душ обоего пола.

## Транспорт
Автомобильными дорогами деревня Заборье соединяется с посёлком Шидрово и с деревней Шидрово. Южнее деревни находится мост через Вагу автодороги Усть-Вага — Ядриха.

### Топографические карты
- Топографическая карта P-38-39,40. (Лист Березник)
- Деревня Заборье на Wikimapia Архивная копия от 22 июня 2007 на Wayback Machine
- Заборье. Публичная кадастровая карта